# جورج مونتباتن
جورج مونتباتن (به انگلیسی: George Mountbatten, 2nd Marquess of Milford Haven) (۶ دسامبر ۱۸۹۲ – ۸ آوریل ۱۹۳۸) متولد شده با عنوان شاهزاده جورج باتنبرگ و بعداً مارکی میلفورد هیون، ارل مدینا و ویکنت آلدرنی، افسر نیروی دریایی پادشاهی بریتانیا و پسر اول شاهزاده لوییس باتنبرگ و شاهدخت ویکتوریای هسن و راین بود.
جورج در سال ۱۸۹۲ در دوک‌نشین هسن در زمان حکومت دایی‌اش ارنست لودویگ متولد شد. او مانند پدرش به نیروی دریایی سلطنتی بریتانیا پیوست و در طول جنگ جهانی اول در این نیرو خدمت کرد. بعد از جنگ نیز تا سال ۱۹۳۲ که به درخواست خود بازنشسته شد در نیروی دریایی باقی ماند. در سال ۱۹۱۷ پدرش به درخواست جرج پنجم از عناوین آلمانی خود صرف‌نظر کرد و نام خانوادگی را به مونتباتن تغییر داد.
مونتباتن در ۱۵ نوامبر ۱۹۱۶ در سفارت روسیه در لندن با کنتس نادیدا میخائیلوفنا از نوادگان نیکلای یکم روسیه ازدواج کرد و از این ازدواج صاحب دو فرزند شد. او در سال ۱۹۳۸ در سن ۴۵ سالگی بر اثر ابتلا به سرطان مغز استخوان درگذشت و جسدش در بری، برکشر دفن شده است.